# 2021年法国山火
2021年法国山火是发生在法国普罗旺斯-阿尔卑斯-蓝色海岸大区的多场山火，山火主要集中在圣特罗佩。数千人被疏散，大约750名消防员參與扑灭山火，这场山火摧毁了3,500公顷的林地。有两人在火灾中丧生。